# Oreše
Oreše (makedonska: Ореше) är en ort i Nordmakedonien. Den ligger i kommunen Čaška, i den centrala delen av landet, 40 km söder om huvudstaden Skopje. Oreše ligger 738 meter över havet och antalet invånare är 557.